# Belba minor
Belba minor är en kvalsterart som beskrevs av Mihelcic 1953. Belba minor ingår i släktet Belba och familjen Damaeidae. Inga underarter finns listade.